# Yernes y Tameza
Yernes y Tameza ist eine Gemeinde (concejo) in der Autonomen Region Asturien in Spanien. Der Hauptort und Sitz der Gemeindeverwaltung ist Villabre. Die 136 Einwohnern (Stand: 2024) leben in sieben Dörfern auf einer Fläche von 31,63 km².

## Wappen
- Oben das Siegeskreuz mit zwei Engeln (spanisch cruz de los angeles = Engelskreuz), bezieht sich auf das Wappen des Erzbischofs von Oviedo
- Unten kämpfen ein gelber und ein weißer Stier, was auf eine Legende zurückgeht.

## Geologie
Die Region wurde im Devon und Karbon geformt. Der Untergrund besteht überwiegend aus Schiefer und Kalkstein.

## Lage
Die Gemeinde Yernes y Tameza  ist umgeben von
| Nordwest: Grado   | Norden: Grado  | Nordost: Grado |
| Westen: Grado     |                | Osten: Grado   |
| Südwesten Teverga | Süden: Teverga | Südost: Proaza |

## Geschichte
Aus der Zeit der römischen Besetzung, Mitte des 4. Jahrhunderts, stammen mehrere hundert Münzen, die Anfang des 19. Jahrhunderts gefunden wurden. Weitere Münzfunde aus dieser Zeit sollen existieren, konnten durch Archäologen jedoch noch nicht bestätigt werden.
Erste schriftliche Belege stammen aus einer Schenkungsurkunde von 857, aus der hervorgeht, dass König Ordoño I. dem Erzbistum Oviedo das Gebiet um Yernes mitsamt dem Ort übergibt. 1174 gab König Ferdinand II. sämtliche Rechte an das Erzbistum ab, wodurch die Gemeinde vollständig dem kirchlichen Recht unterstellt wurde. Erst im Jahr 1579 wurde durch eine Bulle des Papstes Gregor XIII. die Gemeinde der spanischen Krone zurückgegeben.
1581 kauften die damals 130 Einwohner dem König das Gebiet ab und begannen sofort mit der Bildung eines Rates. 1584 schließlich wurde der Ort Villabre gegründet und dient seit dieser Zeit als Sitz der Gemeindeverwaltung.

## Politik
| Partei       | 1979 | 1983 | 1987 | 1991 | 1995 | 1999 | 2003 | 2007 | 2011 | 2015 |
| CD / AP / PP |      | 2    |      |      | 2    | 4    | 4    | 4    | 4    | 1    |
| PCE / IU-BA  | 4    | 5    | 5    | 4    |      |      | 1    | 1    | 1    |      |
| PSOE         |      |      |      | 1    | 3    |      |      |      |      | 4    |
| UCD / CDS    | 3    |      |      |      |      |      |      |      |      |      |
| AEYT         |      |      |      |      |      | 1    |      |      |      |      |
| Total        | 7    | 7    | 5    | 5    | 5    | 5    | 5    | 5    | 5    | 5    |

## Wirtschaft
| TOTAL | 42 | 100   |
| Ackerbau, Viehzucht und Fischerei                                                                             | 21 | 50,00 |
| Industrie | 0  | 0,00  |
| Bauwirtschaft                                                                                                 | 1  | 2,38  |
| Dienstleistungsbetriebe                                                                                       | 20 | 47,62 |
| * Daten aus dem Statistischen Amt für Wirtschaftliche Entwicklung in Asturien, Stand 2009 (PDF; 74 kB), SADEI |    |       |

## Bevölkerungsentwicklung
Quelle: INE-Archiv – grafische Aufarbeitung für Wikipedia

## Parroquias
| Name     | Asturisch | Einwohner | Koordinaten                |
| -------- | --------- | --------- | -------------------------- |
| Yernes   |           | 93        | 43° 16′ 46″ N, 6° 6′ 35″ W |
| Villabre | Tameza    | 85        | 43° 15′ 5″ N, 6° 7′ 41″ W  |